# Фонтан XIX века в виде амуров в Ленинском саду
Фонтан XIX века в виде амуров — старейший по времени возникновения из числа сохранившихся фонтанов города Казани. Находится в центре города, на территории Ленинского сада (бывшего Николаевского сквера). Создан на пожертвования купца 1-й гильдии, промышленника и мецената Петра Ионовича Губонина и Казанского общества водоснабжения, открыт в августе 1894 года. С 2018 года данный фонтан является выявленным объектом культурного наследия регионального значения.  

## Описание

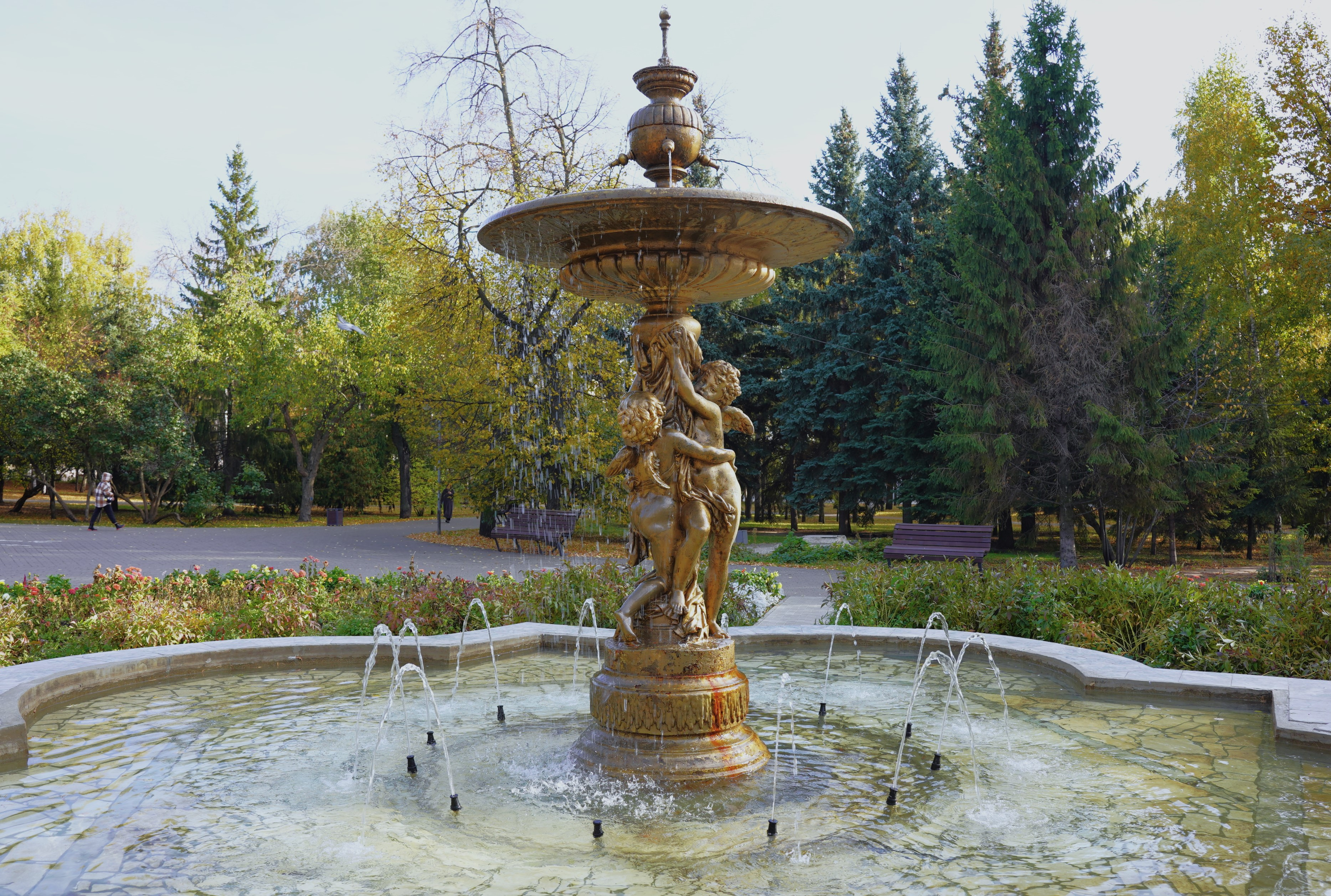
Фонтан в Ленинском саду: вид с северо-западной стороны

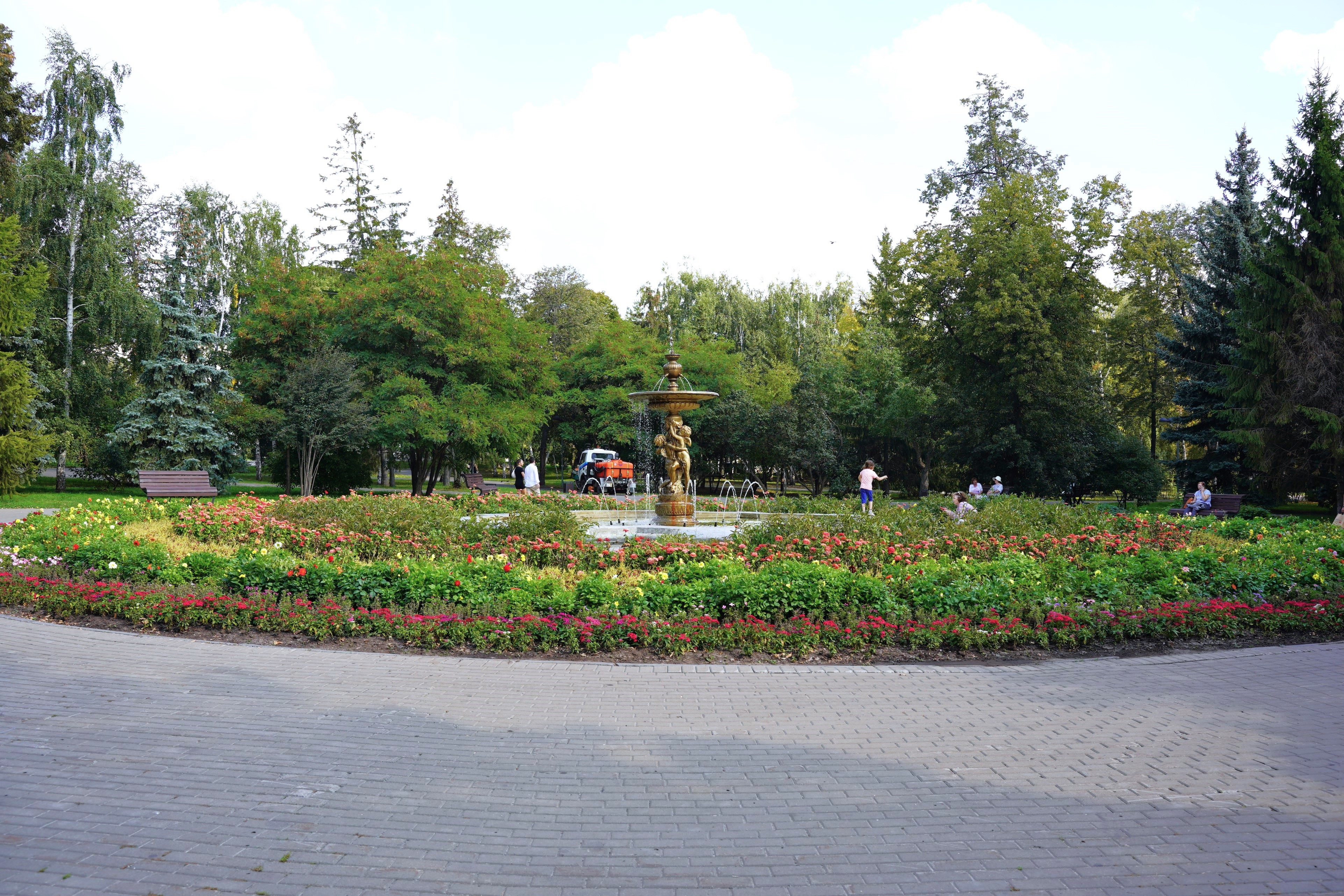
Общий вид фонтана в Ленинском саду

Фонтан представляет собой четырёхъярусную скульптурную композицию, установленную в бассейне лепестковой формы. 
Первый ярус (основание) состоит из трёх цилиндров уменьшающихся кверху с профилированным переходом от одного к другому. На втором ярусе расположены амуры (купидоны), держащиеся за драпированную колонну. Третий ярус составляет широкая и плоская чаша с выпуклым рельефом и орнаментом. Завершает композицию четвёртый ярус — вазон (амфора) с четырьмя отводами по сторонам и одним вертикальным для слива воды.     

Фонтан воплощён в образе двух купидонов, которые тянутся к символической амфоре любви, стоящей на ступенчатом и цилиндрическом (в данном случае) пьедестале. Купидоны тянутся к плоской чаше-раковине, на которой стоит амфора. Самая сильная струя бьёт из неё вверх, а несколько других струятся вниз, постоянно наполняя обширную плоскую раковину. Через края этой чаши плавно изливается вода. Замедленно ниспадая крупными каплями вниз, она окутывает мелкими прозрачными брызгами резвящихся купидонов. Падающая вода наполняет лепестковой формы большой бассейн. Из него, напротив, бьют вверх водяные струйки, создавая вокруг сверкающие блики.— Тарунов А. М.
Четырёхъярусная конструкция фонтана отлита, по одним данным, из чугуна, по другим — из бронзы. 

## История
В 1891 году городскими властями Казани было принято решение создать на Николаевской площади «сквер с характером парка». Территория, отведённая под сквер, была распланирована на аллеи и засажена зелёными насаждениями. В срединной части Николаевского сквера (с небольшим смещением к западу) была образована круглая площадь, в центре которой летом 1894 года построили фонтан.   
Согласно архивным источникам, инициатором строительства фонтана в Николаевском сквере стал казанский городской голова Сергей Дьяченко. В 1892 году он предложил строителю Казанского водопровода Петру Губонину сделать городу дар — построить фонтан. П. И. Губонин принял это предложение, а позже к его пожертвованию присоединилось Казанское общество водоснабжения, которое по просьбе городского головы С. В. Дьяченко обязалось устроить при фонтане резервуар. Летом 1894 года Казанское общество водоснабжения передало городу «прекрасный фонтан с цементным резервуаром, окружённым изящной мозаичной площадкой», стоивший около 3000 рублей. Фонтан был принят лично городским головой С. В. Дьяченко и был открыт 21 августа 1894 года. При этом стороны договорились, что Казанское общество водоснабжения будет взимать с города на общих основаниях плату за использование воды, поэтому для учёта расхода воды был установлен водомер.
После революции 1917 года фонтан продолжал функционировать, но в 1931 году он вышел из строя. Его работа возобновилась в 1935 году после того, как Ленинский сад передали в ведение Дома Красной армии.
В 2013 году фонтан обновили, покрыв его краской под золото.  
Приказом Министерства культуры Республики Татарстан от 31 января 2018 года фонтан XIX века в виде амуров в Ленинском саду признан выявленным объектом культурного наследия регионального значения.

## Фонтан «Амуры» С. Н. Худекова

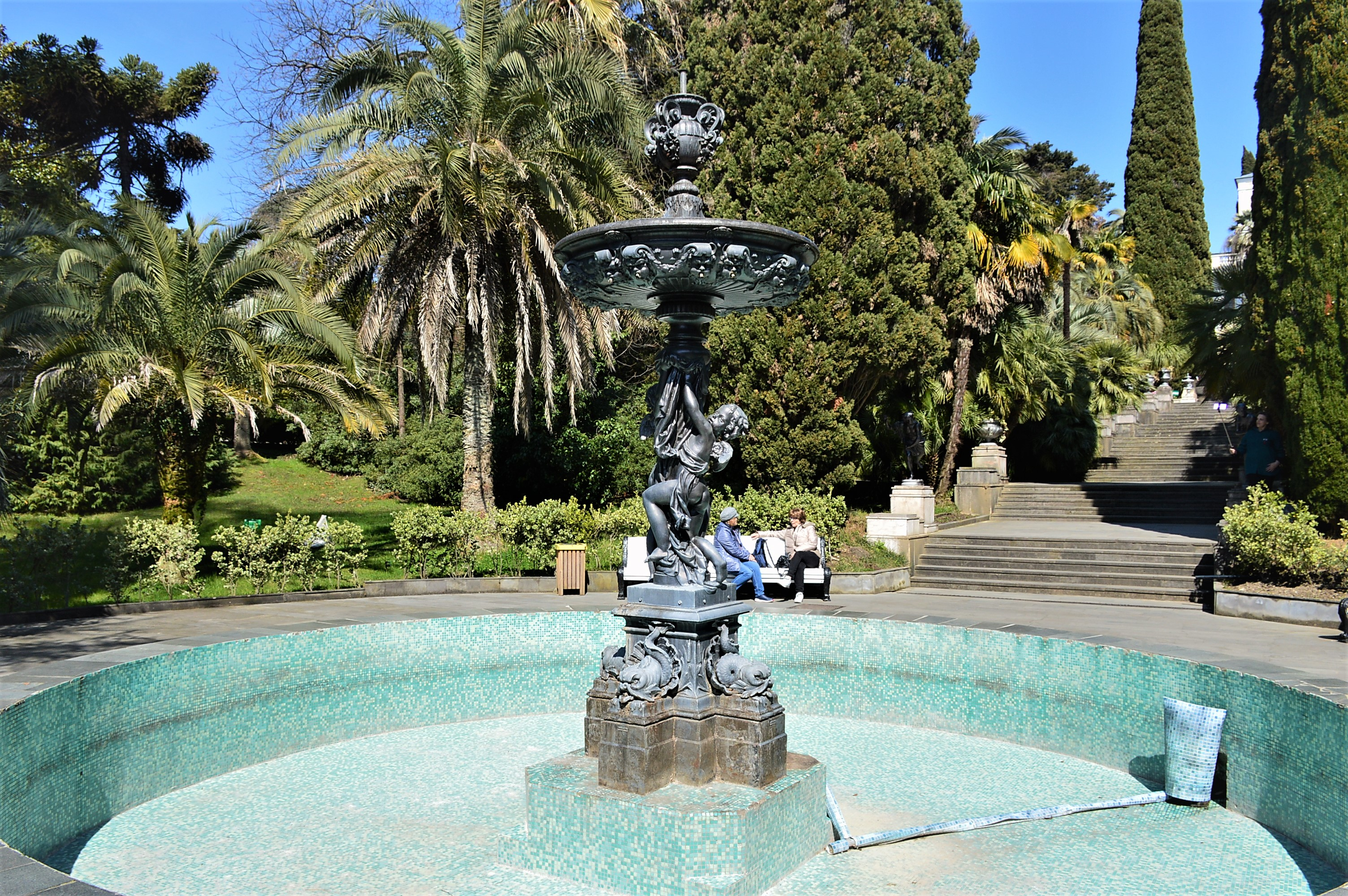
Фонтан «Амуры» в Сочинском дендрарии

Близким к казанскому фонтану по композиции и стилевому решению является фонтан С. Н. Худекова в Сочинском дендрарии, который, однако, отличается более изящным исполнением и более богатым орнаментом. Этот фонтан, открытый в 1890-х годах в сочинском имении С. Н. Худекова (нынешний дендрарий), называется «Амуры». Исследователь казанских садов и парков Ю. П. Балабанова, проанализировав художественные особенности обоих фонтанов и время их появления, допускает причастность П. И. Губонина и к сочинскому фонтану.      